# Neoachiropsetta milfordi
Neoachiropsetta milfordi is een straalvinnige vissensoort uit de familie van zuidelijke botten (Achiropsettidae). De wetenschappelijke naam van de soort is voor het eerst geldig gepubliceerd in 1965 door M.J. Penrith als Mancopsetta milfordi. De beschrijving gebeurde aan de hand van twee exemplaren die door een commerciële trawler waren gevangen nabij Kaapstad in Zuid-Afrika. De soort is genoemd naar C.S. Milford, de directeur van het vissersbedrijf die ze aan het South African Museum schonk.